# Vasile Ionel
Vasile Ionel (n. 22 martie 1927, Botoșani – d. 20 iunie 2015) a fost un general de armată român, care a îndeplinit funcția de șef al Marelui Stat Major al Armatei Române (1989-1991).

## Biografie
Vasile Ionel s-a născut la data de 22 martie 1927 în municipiul Botoșani. A absolvit Liceul „August Treboniu Laurian” din Botoșani în 1945.
În perioada septembrie 1945 - iunie 1947 a urmat cursurile Școlii de Ofițeri de Artilerie din Pitești, la absolvirea cărora a fost înaintat, prin Decretul regal din 1 iulie 1947, la gradul de sublocotenent de artilerie. A îndeplinit apoi funcția de comandant de pluton și baterie artilerie (1947-1949).  
Este selectat să urmeze cursurile Academiei Militare de Artilerie și Rachete a URSS-ului de la Moscova (1949-1954), absolvind ca șef de promoție. În anul 1963 această diplomă i-a fost echivalată cu diploma de absolvire a Academiei Militare Generale, Facultatea Arme și Servicii, Secția Artilerie, din cadrul Ministerului Forțelor Armate ale României. În timpul facultății, în anul 1950 a fost înaintat la gradul de căpitan. A urmat ulterior și cursurile Academiei „Ștefan Gheorghiu” din București.
Revenit în România după absolvirea Academiei Militare din URSS, este numit ca locțiitor de comandant de brigadă de artilerie la Galați și apoi comandant al Brigăzii 26 Aruncătoare de la Roman (septembrie 1954). În decembrie 1955 este înaintat la gradul de colonel și numit șef al statului major al artileriei Regiunii a 3-a Militare (1955-1958). Îndeplinește apoi funcțiile de comandant al artileriei Regiunii 3 Militare (1958-1959); comandant al artileriei Regiunii a 2-a Militare, devenită Armata a 2-a, din București (aprilie 1959 - mai 1960).
În septembrie 1960, colonelul Vasile Ionel a fost numit în funcția de șef al Direcției de Planificare-Înzestrare și Mobilizare din Marele Stat Major (septembrie 1960 - decembrie 1962). În anul 1961 a fost avansat la gradul de general-maior (cu 1 stea). În calitate de șef de direcție în Marele Stat Major și expert în probleme de artilerie antiaeriană, a participat la ședința din martie 1961 a Consiliului Politic Consultativ al țărilor membre ale Tratatului de la Varșovia de la Moscova, unde s-a decis și înzestrarea cu rachete a armatelor țărilor membre.
Devine apoi șef al Direcției Generale a Înzestrării cu rang de adjunct al ministrului forțelor armate, îndeplinind această funcție o lungă perioadă (ianuarie 1963 - iunie 1980). În această calitate, a deținut și funcțiile de președinte al Consiliului de Coordonare a Producției de Tehnică Militară, de reprezentant al Armatei în Consiliul Tehnico-Științific Militar al Tratatului de la Varșovia, de vicepreședinte al delegației române în Comisia Consiliului de Ajutor Economic Reciproc pentru industria de apărare, precum și de președinte al delegației militare române în comisiile de colaborare tehnico-științifică cu armate ale altor țări. A fost înaintat la gradele de general-locotenent (1967) și general-colonel (cu 3 stele; 6 mai 1971).
În iunie 1980 generalul Ionel a fost trecut în rezervă, în procesul de eliminare din armată a generalilor școliți în URSS. Până la căderea regimului comunist, el va îndeplini funcții importante în ministere civile: adjunct al ministrului Transporturilor și Telecomunicațiilor și director general al Centralei Canalului Dunăre - Marea Neagră (iunie 1980 - decembrie 1984) și adjunct al ministrului aprovizionării tehnico-materiale și controlului gospodăririi fondurilor fixe (decembrie 1984 - 28 decembrie 1989).

## Șef al Marelui Stat Major al Armatei Române
Trecut în rezervă de către Nicolae Ceaușescu cu gradul de general-colonel (Dosarul agenților GRU în România „Corbii"), Vasile Ionel a fost rechemat în cadrele active ale armatei printr-un decret din 28 decembrie 1989 semnat de către președintele Consiliului Frontului Savării Naționale, Ion Iliescu. El a fost numit la data de 28 decembrie 1989 în funcția de șef al Marelui Stat Major al Armatei Române, pe care a îndeplinit-o până la 30 aprilie 1991. În această calitate, el a cumulat și funcțiile de prim-adjunct al ministrului apărării (28 decembrie 1989 - iunie 1990) și secretar de stat al M.Ap.N. (iunie 1990 - mai 1991).
În perioada cât a condus Marele Stat Major, s-au demarat o serie de contacte și colaborări ale  armatei române cu alte armate decât cele ale țărilor membre ale Tratatului de la Varșovia. Astfel, în decembrie 1990, el a condus prima delegație militară română primită la sediul NATO și s-a întâlnit cu acest prilej cu secretarul general al NATO, Manfred Wörner, cu șeful Comitetului Militar și cu reprezentanții armatelor Alianței Nord-Atlantice. El a prezentat situația României, a Armatei Române, precum și propuneri de colaborare cu organismele NATO, având în acest sens împuternicire din partea președintelui României și a primului-ministru.
De asemenea, el a condus delegațiile Armatei Române care au participat la întâlniri cu reprezentanți ai armatelor din țările membre ale NATO și ale Tratatului de la Varșovia, încheiate cu elaborarea proiectului de tratat privind reducerea armatelor convenționale. După cum s-a afirmat în presă, el a dat acordul politic al Președinției pentru semnarea, în 1994, a înțelegerii privind legătura telefonică directă Cotroceni-Kremlin („Firul roșu").
La data de 1 mai 1991, prin Decret prezidențial, Vasile Ionel a fost numit în funcția de consilier prezidențial, șef al Administrației Prezidențiale (mai 1991 - 1 septembrie 1994), iar apoi consilier prezidențial pentru apărare și siguranță națională în cadrul Administrației prezidențiale, fiind membru al Consiliului Suprem de Apărare a Țării (1 septembrie 1994 - 29 noiembrie 1996).
Vasile Ionel a fost înaintat în gradul de general de armată prin Decretul președintelui României nr.196 din 21 octombrie 1994. A fost trecut direct în retragere la data de 1 octombrie 1995, prin aplicarea art. 85 lit. a) din Legea nr. 80/1995 privind statutul cadrelor militare.
Audiat în dosarul mineriadei din iunie 1990, generalul Ionel a declarat procurorilor militari că deși i-a cerut atunci președintelui Ion Iliescu "să nu implice Armata în această acțiune de restabilire a ordinii în Piața Universității deoarece legea interzice acest lucru, iar MI are efective suficiente, de peste 11.000 de militari", a fost ignorat de acesta.
La data de 27 februarie 2004, Vasile Ionel a fost numit administrator al uzinei de armament MFA Mizil, societate cu capital privat care vinde armament omologat NATO. Aceasta încheiase un contract de 160 de milioane de dolari cu MApN în anii 1995-1996, pentru dotarea armatei cu blindatul MLI-84-M.

### Mărturii
Generalul Victor Atanasie Stănculescu a declarat în direct la emisiunea „Nașul", de la B1 TV, unde se dezbăteau episoade din serialul „Misterele Revoluției”, că este foarte probabil ca Vasile Ionel să fi fost adevăratul șef al rețelei KGB-GRU în România.
În cartea În sfârșit, adevărul... Generalul Victor Atanasie Stănculescu în dialog cu Alex Mihai Stoenescu, apărută în 2009 la editura RAO, pe lângă informația de mai sus, generalul Stănculescu relatează despre Vasile Ionel că avea o amantă rusoaică în perioada când era directorul general al administrației Canalul Dunăre-Marea Neagră. Tot Vasile Ionel a fost însărcinat cu organizarea procesului Ceaușeștilor, în legătură cu care Silviu Brucan, Gelu Voican Voiculescu și Ion Iliescu i-au cerut să-i suprime pe Elena și Nicolae Ceaușescu.

## Distincții
Ca urmare a meritelor sale pe plan militar, generalul Vasile Ionel a fost decorat cu mai multe ordine și medalii atât românești, cât și străine:
- Ordinul Steaua Republicii Socialiste România - clasa a II-a, a III-a, a IV-a;
- Ordinul 23 August - clasele a II-a, a IV-a;
- Ordinul „23 August” clasa a V-a (12 august 1959) „pentru contribuție activă la întărirea regimului democrat-popular”[12]
- Ordinul „23 August” clasa a III-a (10 august 1964) „pentru merite deosebite în opera de construire a socialismului, cu prilejul celei de a XX-a aniversări a eliberării patriei”[13]
- Ordinul Muncii clasa I (20 august 1984) „pentru contribuția deosebită adusă la înfăptuirea politicii Partidului Comunist Român de făurire a societății socialiste multilateral dezvoltate în patria noastră, cu prilejul celei de-a 40-a aniversări a revoluției de eliberare socială și națională, antifascistă și antiimperialistă”[14]
- Ordinul Apărarea Patriei - clasa a III-a;
- Ordinul Meritul Militar - clasa I, a II-a, a III-a;
- Ordinul Steaua Roșie (cehoslovac);
- Ordinul Drapelul Roșu (coreean)
- Cetățean de Onoare al municipiului Botoșani (prin HCL nr. 65 din 11 noiembrie 1994).